# Африканський міліметровий телескоп
Африканський міліметровий телескоп (англ. Africa Millimetre Telescope) — радіотелескоп діаметром 15 метрів. Спочатку він знаходився в обсерваторії Ла Сілла в Чилі і називався Субміліметровий телескоп Швеції-ESO (англ. Swedish-ESO Submillimetre Telescope). З 2022 року відбувається переміщення телескопа до Намібії, де він буде перепрофільований та перейменований на Африканський міліметровий телескоп.

## Робота телескопа в Чилі
Телескоп був побудований у 1987 році як спільний проєкт Європейської південної обсерваторії та космічної обсерваторії Онсала за участі Фінляндії та Австралії. Тоді це був єдиний великий телескоп для субміліметрової астрономії в південній півкулі. Він був виведений з експлуатації в 2003 році.
Телескоп використовувався для спостережень різноманітних астрономічних об’єктів, особливо Центру Галактики та Магелланових Хмар, а також для інтерферометричних спостережень на міліметрових довжинах хвиль.
У 1995 році його спостереження показали, що туманність Бумеранг є найхолоднішим відомим місцем у Всесвіті з температурою, нижчою за температуру реліктового випромінювання.

## Перенос телескопа в Намібію
У 2022 році було оголошено, що телескоп буде перенесено на гору Гамсберг або в її околиці в межах природного заповідника Гамсберг у Намібії, а точне місце розташування буде визначено. Це буде перший міліметровий радіотелескоп на материковій частині Африки. Переміщення, реконструкція та модифікація, а також робота телескопа та популяризаторська діяльність обійдуться у 25 мільйонів доларів. Проєкт стартував у 2022 році і має тривати п’ять років. 20% часу телескоп працюватиме у складі Телескопа горизонту подій. Проєкт є результатом співпраці між Університетом Намібії у Віндгуку та Університетом Неймегену у Нідерландах із залученням Європейської південної обсерваторії та Нідерландської дослідницької школи з астрономії. Перенесення телескопа стало наслідком пропозиції 2017 року побудувати такий телескоп в Африці.

## Галерея
|                                |
| Телескоп SEST і сузірʼя Оріона |

|                                             |
| Антена SEST, виведена з експлуатації в 2003 |

|                                             |
| SEST і зоряні сліди від тривалої експозиції |

|                                         |
| SEST і 3,6-метровий телескоп ESO позаду |